# Библиотека Нью-Йоркского общества
Библиотека Нью-Йоркского общества (NYSL) — старейшее культурное учреждение Нью-Йорка.
Библиотека была основана в 1754 году, как подписная библиотека.
В это время, когда Нью-Йорк был столицей Соединенных Штатов Америки, и библиотека выполняла функции Библиотеки Конгресса. Вплоть до основания Нью-Йоркской публичной библиотеки в 1895 году, она также выполняла функции городской библиотеки.
Библиотеки покровительствовали самые разные литературные и политические деятели, от Джорджа Вашингтона до драматурга Венди Вассерштейн.
Специальные коллекции библиотеки включают книги из библиотек Джона Уинтропа и Лоренцо да Понте.
С 1937 года библиотека была размещена в бывшем особняке Джона С. Роджерса (John S. Rogers) на 53 East 79th Street на Манхэттене Верхний Ист-Сайд.
Каменное здание неоренессанса было одним из первых, признанных достопримечательностью Нью-Йорка в 1967 году, а в 1983 году оно было внесено в Национальный реестр исторических мест (как Дом Джона С. Роджерса) в знак признания как его архитектуры, так и исторической роли библиотеки в городе.
Коллекция библиотеки составляет 300 000 томов. Она содержит книги самой широкой тематики, также аудиозаписи и периодические издания.
Библиотека открыта для посещения любых посетителей, но только читатели библиотеки (люди, имеющие читательский билет) могут пользоваться книгами или проходить на верхние этажи здания.
Библиотека — это некоммерческая организация, которая поддерживается в основном за счет членских взносов и пожертвований.

## История
Шесть гражданских жителей Нью-Йорка, который тогда располагался преимущественно на территории нынешнего Нижнего Манхэттена, в 1754 году сформировали Нью-Йоркское общество. В то время в городе не было библиотеки, и Нью-Йоркское общество считало, что такое учреждение необходимо для города и будет полезно для жителей и, именно, они — шесть жителей города, сформировали Библиотеку, полагая, что подписная библиотека, к которой может присоединиться любой, и предлагающая широкий спектр книг должна быть в развивающемся городе.
«было бы очень полезно, а также украшением для Города»
Они убедили губернатора колонии Джеймса Де Ланси позволить им использовать для этой цели комнату в Федерал-холл на улицах Уолл-стрит и Брод-стрит. И в течение полутора веков — до основания системы публичных библиотек в 1895 году — была известна как «Городская библиотека», и фактически ей и являлась.
В 1772 году Общество получило грамоту от короля Георга III.
Во время войны за независимость США Нью-Йорк был оккупирован британской армией. Небольшая коллекция библиотеки пострадала от разграбления. Солдаты рвали книжную бумагу, чтобы сделать пыжи для своих мушкетов или продавали книги за ром.
После американской революции в 1789 году Легислатура штата Нью-Йорк признала устав библиотеки. В это время Конгресс США собирался в Нью-Йорке в ожидании утверждения Вашингтона, округ Колумбия, в качестве постоянной национальной столицы. Именно в это время библиотека переехала из мэрии в здание Федерал-холл, где в 1784 году Конгресс собрался написать конституцию.
В 1789 году библиотека вновь открылась на прежнем месте в старой ратуше. В 1789 и 1790 годах, когда Нью-Йорк был столицей страны, и Конгресс занимал здание — затем переименованное в Федерал-холл — библиотека фактически служила первой Библиотекой Конгресса два года, и в её записях отражены заимствования Джорджа Вашингтона, Джона Адамса и Александра Гамильтона, а также других известных американских деятелей того времени. Считается, что Джордж Вашингтон не вернул две книги, подлежащие оплате в 1789 году; библиотека объявила, что планирует отменить штраф в размере 300 000 долларов, но все ещё добивается возврата книг. В 2010 году представители Маунт-Вернон официально подарили библиотеке очередной том одной из пропавших без вести книг — "Закон Наций " Эмера де Ваттеля.
После отъезда Конгресса библиотека снова увеличила свою коллекцию до 5000 томов и переехала в собственное здание на улице Нассо.
В XIX веке библиотека продолжает увеличиваться и по количеству читателей, и по объёму фондов, оставаясь в здании на улице Нассо до 1840 года, когда она присоединилась к Нью-Йорк Атенеум (New York Atheneum) на Леонард-Стрит и Бродвее. Среди посетителей, в этот период можно назвать следующих: Генри Дэвид Торо и Джон Джеймс Одюбон.
Эдгар Аллан По и Ральф Уолдо Эмерсон читали лекции в библиотеке.
Как и другие библиотеки по подписке в то время, участники платили членский взнос за доступ к коллекции. Был избран попечительский совет, который нанимал библиотекарей, отбирал материалы для коллекции, а также разработал и обеспечил соблюдение правил пользования библиотекой.
Фонды библиотеки отражали идеалы библиотеки и вмещали самые разные произведения. В коллекции присутствовали христианские богословские тексты, Коран и книги о католических святых и папах. Наряду с работами Уильяма Шекспира были и различные тексты по натурфилософии. Были также доступны издания для различных профессиональных целей, в том числе руководства для торговцев и фермеров.

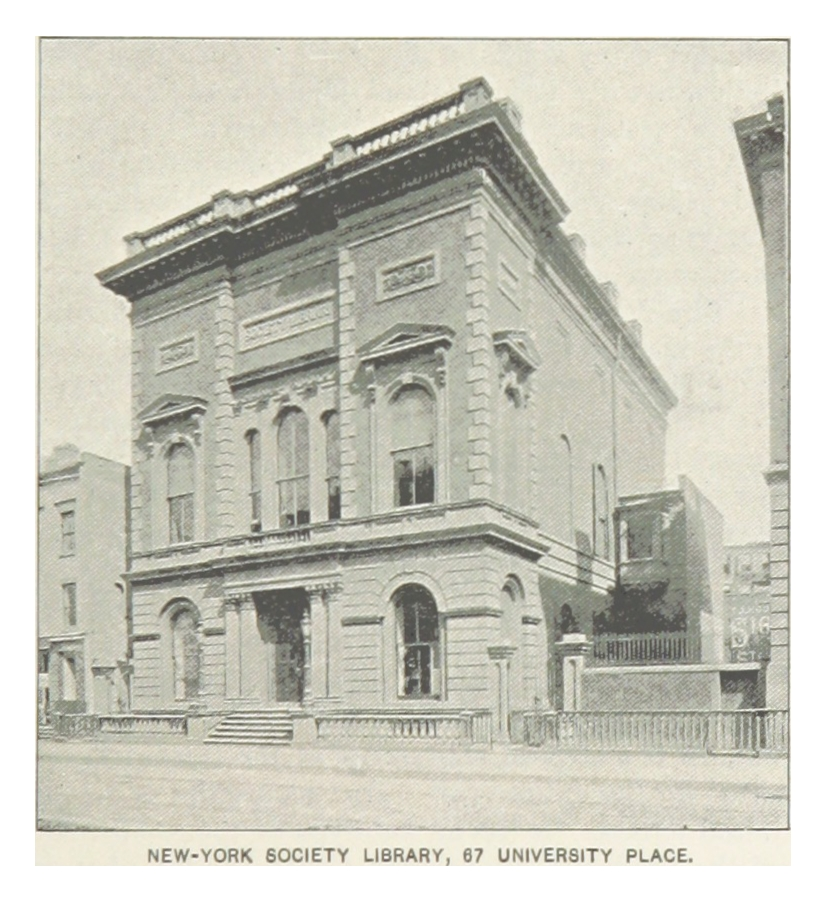

К 1856 году коллекция достигла 35000 единиц хранения, и библиотеке снова стало тесно в имеющимся здании. Более крупное здание было построено на участке 109 Университетской площади (University Place). Выбор места строительства библиотеки отражает тенденцию развития города на север. Герман Мелвилл и Уилла Кэсер были читателями библиотеки, когда она располагалась в этом здании.
В библиотеки был центральный читальный зал двойной высоты и полки для 100 000 книг. Это здание будет служить библиотеке 81 год.

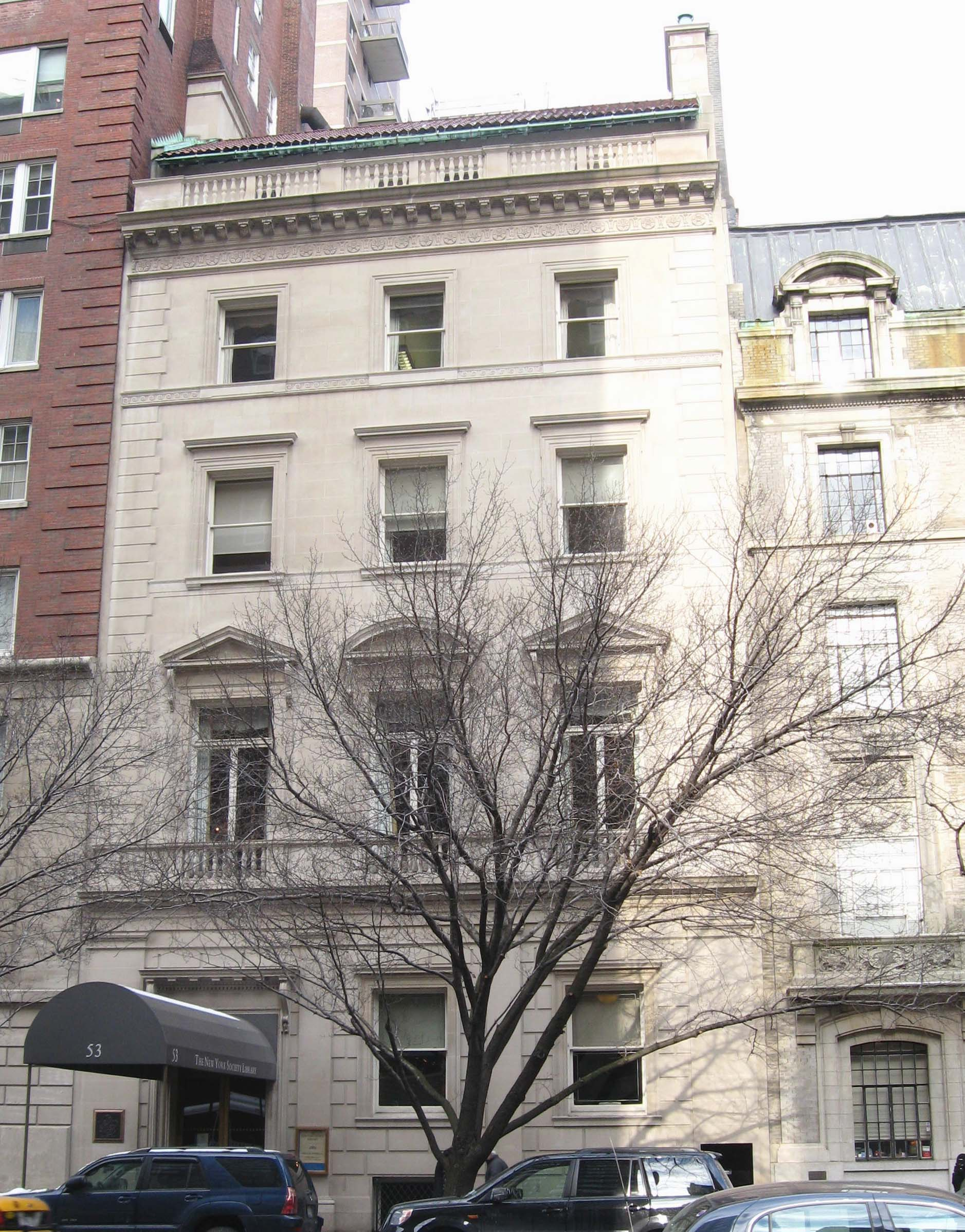
53 Восточная 79-я улица

В 1937 году, когда коллекция выросла до 150 000 томов, библиотека переехала на свое нынешнее место по адресу 53 East 79th Street, в Верхнем Ист-Сайде между Мэдисон-авеню и Парк- авеню. Это произошло благодаря щедрому пожертвованию семьи Гудхью, которое позволило приобрести здание — особняк, построенный всего 20 лет назад.
Известные покровители того периода: поэт Уистен Хью Оден и писательница Лилиан Хеллман, Дэвид Хальберштам и Венди Вассерштейн.

## Здание
Архитектурное Бюро "Троубридж и Ливингстон" спроектировали дом на 53 Ист 79-й улице для семьи Джона С. Роджерса в 1917 году. Большинство их зданий в городе были коммерческими, например, здание Б. Альтмана и строительной компании и отель St. Regis Hotels & Resorts на Пятой авеню, а также восточное крыло Американского музея естественной истории. Дом Джона С. Роджерса считается ярким примером их архитектуры жилых зданий.
Библиотека размещается в пятиэтажной, трехкомпонентной травеи, выполненной из известняка. Главный вход на уровне улицы, за длинной маркизой, обрамлен двумя дорическими пилястрами, поддерживающими горизонтальную перемычку из рустованного камня. Над входной композицией — балюсины во всю ширину.
Верхние этажи выложены тесаным камнем с выемками по углам. Окна второго этажа — двойные стеклянные двери, увенчанные резными фронтонами в кронштейнах (закругленные в центре). Выше пятого этажа линия крыши отмечена фризом и карнизом, увенчанные балюстрадой. За ним небольшая терраса с широким навесом. Концевой дымоход поднимается от остроконечной черепичной крыши.

Для библиотеки 1937 года интерьер был значительно изменён. На момент его завершения 39 комнат были объединены в 24. Сохранились оригинальные решения, такие как кессонные потолки, каменные стены и арочные подъезды на первом и втором этажах. Оригинальна также деревянная обшивка и каминные полы в комнате библиотечного каталога, холле второго этажа и кабинете директора. Историк архитектуры Генри Хоуп Рид-младший описал главную лестницу как 
«единственную в Нью-Йорке, подходящую для кардинала».

## Современное состояние
Читатели библиотеки платят ежегодный взнос для получения различных услуг и доступа на верхние этажи с двумя закрытыми системами хранения, гостиной и выставочным залом в размере:
- 350 долларов США для семьи,
- 335 долларов США для пары,
- 270 долларов США для одного человека.

Также есть электронное членство за 100 долларов, которое включает доступ к цифровой коллекции и 10 посещений зданий в год.
Эти сборы и пожертвования библиотеки поддерживают штат из 18 сотрудников, работающих полный рабочий день, и 26 сотрудников, работающих неполный рабочий день, а также нескольких волонтёров во главе с директором Кэролайн Уотерс. Библиотека приобретает в среднем 4000 новых томов каждый год и подписывается примерно на 100 периодических изданий.
Коллекция также включает в себя детскую библиотеку объёмом в 10 000 томов. В этой коллекции хранится 290 книг из личной библиотеки пуританского поселенца Джона Уинтропа и его потомков.
Другая значительная коллекция — книги на итальянском языке, хранящиеся либреттистом Моцарта Лоренцо да Понте, который провёл свои последние годы в Нью-Йорке. Он основал Итальянское библиотечное общество в 1827 году под эгидой Нью-Йоркского общества, чтобы дополнить свои курсы в Колумбийском университете. Это были первые курсы итальянского языка в колледже в Соединённых Штатах Америки. Эти 600 томов составили большую часть каталога библиотеки 1838 года, и сегодня они отдельно организованы как собрание Да Понте.

## Главные библиотекари
Список главных библиотекарей:
- 1755-56: Джон Морин Скотт[англ.]
- 1756-57: Джордж Дункан Ладлоу[англ.]
- 1765-68: Томас Джексон
- 1768-74: Джеймс Уилмот
- 1774-89: Джордж Мюррей
- 1789-90: Джордж Райт
- 1790-94: Исаак Леонард Кип
- 1794-97: Джон П. Пирс
- 1797—1824: Джон Форбс
- 1824-28: Бертис Скидмор
- 1828-55: Филлип Джонс Форбс
- 1855-57: Джон Макмаллен
- 1857-95: Вентворт Сэнборн Балтер
- 1895—1936: Фрэнк Барна Бигелоу[англ.]
- 1936-54: Эдит Холл Кроуэлл
- 1954-78: Сильвия Хилтон
- 1978—2005: Марк Пиль
- 2005-06: Чарльз Кронин
- 2006-15: Марк Бартлетт
- 2015-? ?: Кэролайн Уотерс